# John Morrow (Politiker, 1865)

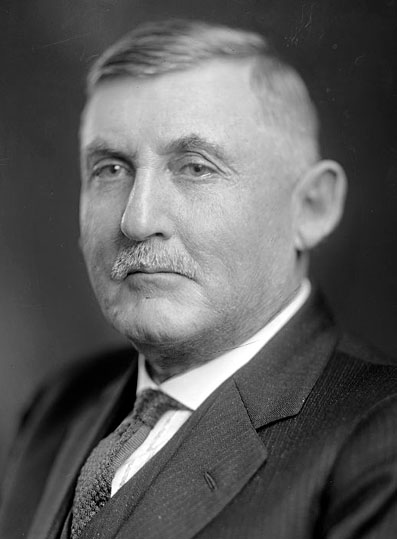
John Morrow

John Morrow (* 19. April 1865 bei Darlington, Lafayette County, Wisconsin; † 25. Februar 1935 in Santa Fe, New Mexico) war ein US-amerikanischer Politiker. Zwischen 1923 und 1929 vertrat er den ersten Wahlbezirk des Bundesstaates New Mexico im US-Repräsentantenhaus.

## Frühe Jahre und Aufstieg
John Morrow besuchte die öffentlichen Schulen seiner Heimat und die Normal University. Später war er in den Staaten Wisconsin, Iowa, Nebraska und New Mexico als Lehrer tätig. Zwischen 1892 und 1896 war er Schulrat im Colfax County im damaligen New-Mexico-Territorium. Nach einem Jurastudium und seiner 1895 erfolgten Zulassung als Rechtsanwalt begann er in Raton in seinem neuen Beruf zu arbeiten.

## Politische Laufbahn
Morrow wurde Mitglied der Demokratischen Partei. Von 1897 bis 1898 war er Abgeordneter im territorialen Repräsentantenhaus. Zwischen 1900 und 1901 war er der juristische Vertreter der Stadt Raton. Von 1903 bis 1923 war Morrow Vorsitzender des Schulrats. Im Jahr 1908 besuchte er als Delegierter die Democratic National Convention. Zwischen 1921 und 1922 war Morrow auch im Vorstand der New Mexico Normal University in Las Vegas.
Im Jahr 1922 wurde John Morrow in das US-Repräsentantenhaus gewählt. Dort nahm er am 4. März 1923 den Sitz des im Januar 1923 verstorbenen Néstor Montoya ein, der zwischenzeitlich unbesetzt war. Nachdem er in den Wahlen der Jahre 1924 und 1926 jeweils wiedergewählt worden war, konnte er sein Amt bis zum 3. März 1929 ausüben. Im Jahr 1928 unterlag er allerdings seinem republikanischen Gegenkandidaten Albert G. Simms.

## Weiterer Lebenslauf
Nach dem Ende seiner politischen Laufbahn widmete sich John Morrow seinen privaten Interessen. Er engagierte sich im Bankgeschäft und in der Landwirtschaft, hier vor allem in der Viehzucht. Außerdem war er ein großer Landeigentümer in der Stadt Raton. Er starb im Februar 1935 in Santa Fe und wurde in Raton beigesetzt.